# Нижнее Аськиярви
Нижнее Аськиярви — пресноводное озеро на территории Кестеньгского сельского поселения Лоухского района Республики Карелии.

## Общие сведения
Площадь озера — 1,9 км². Располагается на высоте 92,2 метров над уровнем моря.
Форма озера лопастная, продолговатая: оно почти на три километра вытянуто с северо-запада на юго-восток. Берега изрезанные, каменисто-песчаные, преимущественно возвышенные.
Через Нижнее Аськиярви течёт безымянный водоток, вытекающий из озера Аськиярви и впадающий в Тумчаозеро, соединяющееся с Сушозером, через которое протекает река Ковда, впадающая, в свою очередь, в Белое море.
По центру озера расположены три острова различной площади, не имеющие названия.
Населённые пункты и автодороги вблизи водоёма отсутствуют.
Код объекта в государственном водном реестре — 02020000611102000001297.